# Agent w spódnicy
Agent w spódnicy (ang. She Spies) – amerykański serial telewizyjny. W Polsce emitowany w telewizji Fox Life.
Trzy piękne więźniarki Cassie, D.D. i Shane zostają przedterminowo zwolnione celem podjęcia pracy dla bliżej nieokreślonej agencji federalnej. Ratując świat nie traktują niczego i nikogo poważnie. Z odcinka na odcinek agentki mają coraz poważniejsze wyzwania i coraz groźniejszych przeciwników.

## Spis odcinków
| N/o            | Polski tytuł                  | Angielski tytuł                |
| -------------- | ----------------------------- | ------------------------------ |
| SERIA PIERWSZA |                               |                                |
| 1              | Pilot                         | The First Episode              |
| 2              | Martini shot                  | The Martini Shot               |
| 3              | Dziewczyna z plakatu          | Poster Girl                    |
| 4              | Córeczka tatusia              | Daddy's Girl                   |
| 5              | Pieszczoty                    | Fondles                        |
| 6              | Seryjny morderca              | Ice Man                        |
| 7              | Trzy kobiety i dziecko        | Three Women And A Baby         |
| 8              | Pułapka                       | Trap                           |
| 9              | Szpiedzy kontra szpiedzy      | Spies Vs. Spy                  |
| 10             | Trująca żaba                  | Perilyzed                      |
| 11             | Zdrada                        | Betrayal                       |
| 12             | Dziewczyna ze złamanym sercem | The Girl With The Broken Heart |
| 13             | Nie znasz Jacka               | You Don't Know Jack            |
| 14             | Pierwsza randka               | First Date                     |
| 15             | Zemsta sekretarek             | While You Were Out             |
| 16             | Pamięć przyszłości            | Daze Of Future Past            |
| 17             | Zamiana                       | The Replacement                |
| 18             | Wypoczynek                    | Damsels In De-Stress           |
| 19             | Nauka latania                 | Learning To Fly                |
| 20             | Hibernacja                    | We'll Be Right Back            |
| SERIA DRUGA    |                               |                                |
| 21             | Badania genetyczne            | Rane Of Terror                 |
| 22             | Ostatni ocalały               | Last Man Standing              |
| 23             | Polowanie na randkowicza      | Manhunt                        |
| 24             | Śladem szpiega                | Gone Bad                       |
| 25             | Wbrew regułom                 | Date To Mate                   |
| 26             | Sfingowane morderstwo         | Crossed Out                    |
| 27             | Sobowtór                      | Cover Me                       |
| 28             | Zabójcza miłość               | Love Kills                     |
| 29             | Wybuchowy naszyjnik           | Off With Her Head              |
| 30             | Zaszyfrowana wiadomość        | Message From Kassar            |
| 31             | Ślicznotki w bikini           | Spies Gone Wild                |
| 32             | Duch z przeszłości            | White Chollima                 |
| 33             | Niezwykłe porwanie            | Leotards And Lies              |
| 34             | Spotkanie rodzinne            | Family Reunion                 |
| 35             | Podarunek                     | The Gift                       |
| 36             | Partner życiowy               | London Calling                 |
| 37             | Opuszczone                    | Stranded                       |
| 38             | Ochrona świadka               | Witness Protection             |
| 39             | Ślub stulecia                 | Wedding Of The Century         |
| 40             | Amnezja                       | Remember When                  |